# Caryophyllia planilamellata
Espèce
Statut CITES
Caryophyllia planilamellata est une espèce de coraux appartenant à la famille des Caryophylliidae.